# نفود الشقيقة
نفود الشقيقة كثبان رملية واسعة، تقع في منطقة القصيم بالقرب من مدينة عنيزة، بالمملكة العربية السعودية.
يبدأ نفود الشقيقة من جنوب غرب مدينة عنيزة أي من غميس عنيزة جنوبًا، ويمتد النفوذ نحو الجنوب الشرقي بمحاذاة صفراء المربع وصفراء السر اللتين تقعان إلى شرقه مسافة نحو 75 كم بعرض متوسطه 18 كم٬ ولكنه يضيق إلى الجنوب من قرية الخرماء٬ ثم ينتهي إلى الشرق من خريمان الشغار عند دائرة العرض 25 َ27 ْ شمالاً، ومساحة نفود الشقيقة هي 1,200 كم2، وتمثل 0,2% من مجمل التجمعات الرملية في المملكة، وأنواع الكثبان فيه طولية وكذلك عروق ذات أشكال متنوعة من التلال الرملية٬ كما أن فيه بعض الكثبان القبابية.